# Musée de la bataille du 6 août 1870
Le Musée de la bataille du 6 août 1870 se situe sur la commune française de Wœrth, dans la circonscription administrative du Bas-Rhin et, depuis le 1er janvier 2021, dans le territoire de la Collectivité européenne d'Alsace, en région Grand Est.
Cette commune se trouve dans la région historique et culturelle d'Alsace.
Le musée est logé dans l’enceinte d’un château de la Renaissance dont il reste un donjon crénelé, inscrit sur l'inventaire supplémentaire des monuments historiques dont la véritable origine date du XIIIe siècle.

## Contenu

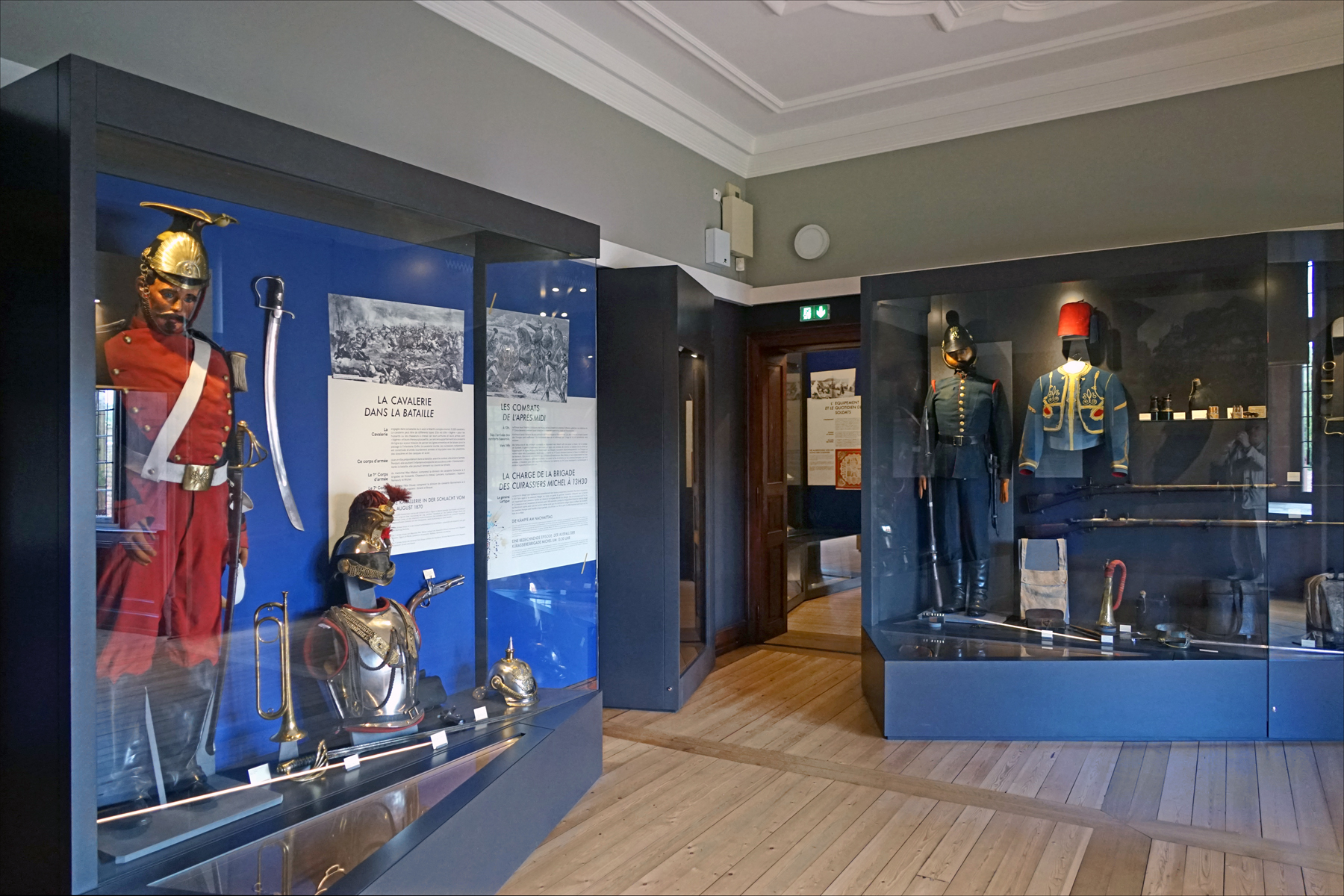
Une des salles du musée dont les objets proviennent du champ de bataille.
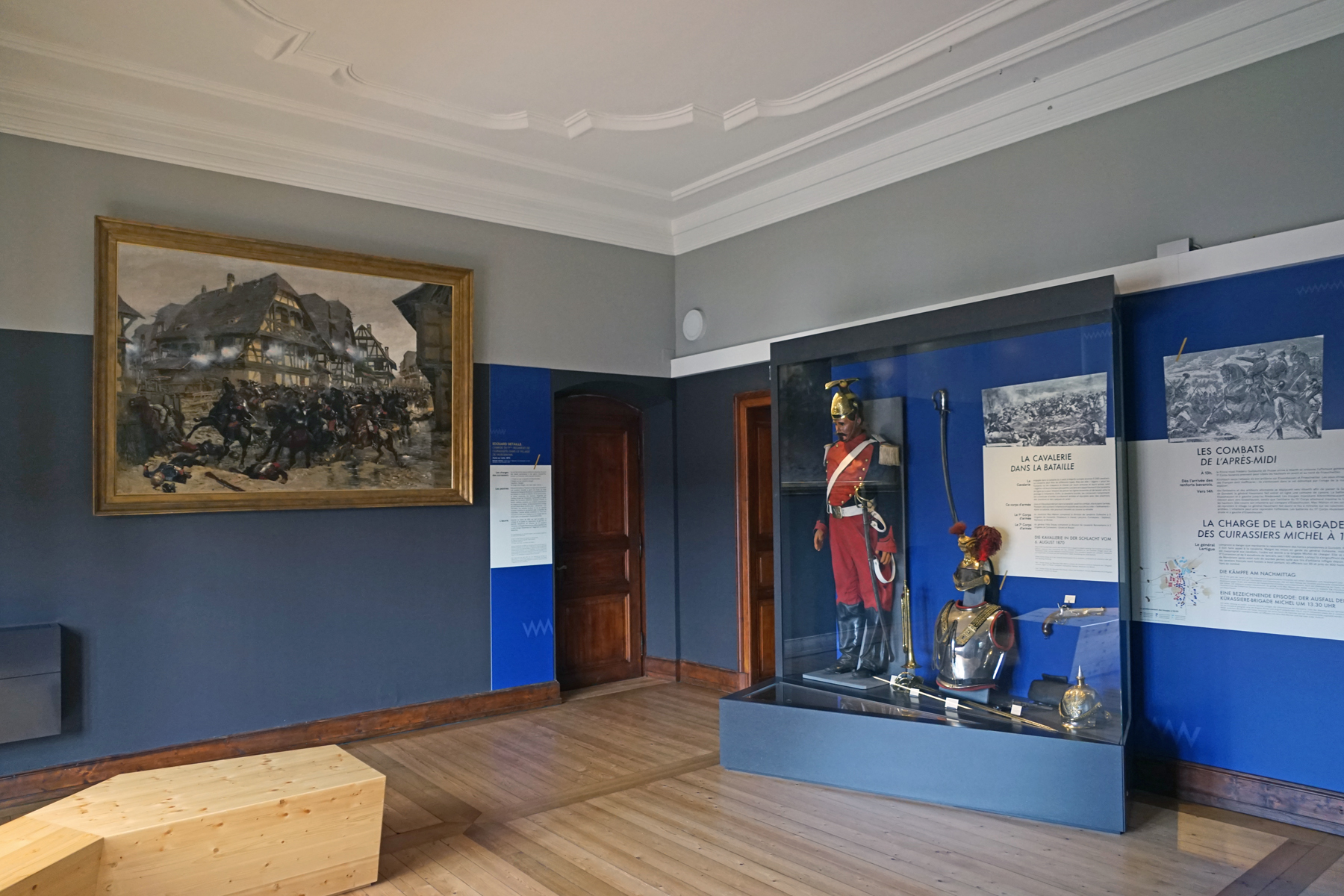
Salle du musée de la bataille du 6 août 1870.
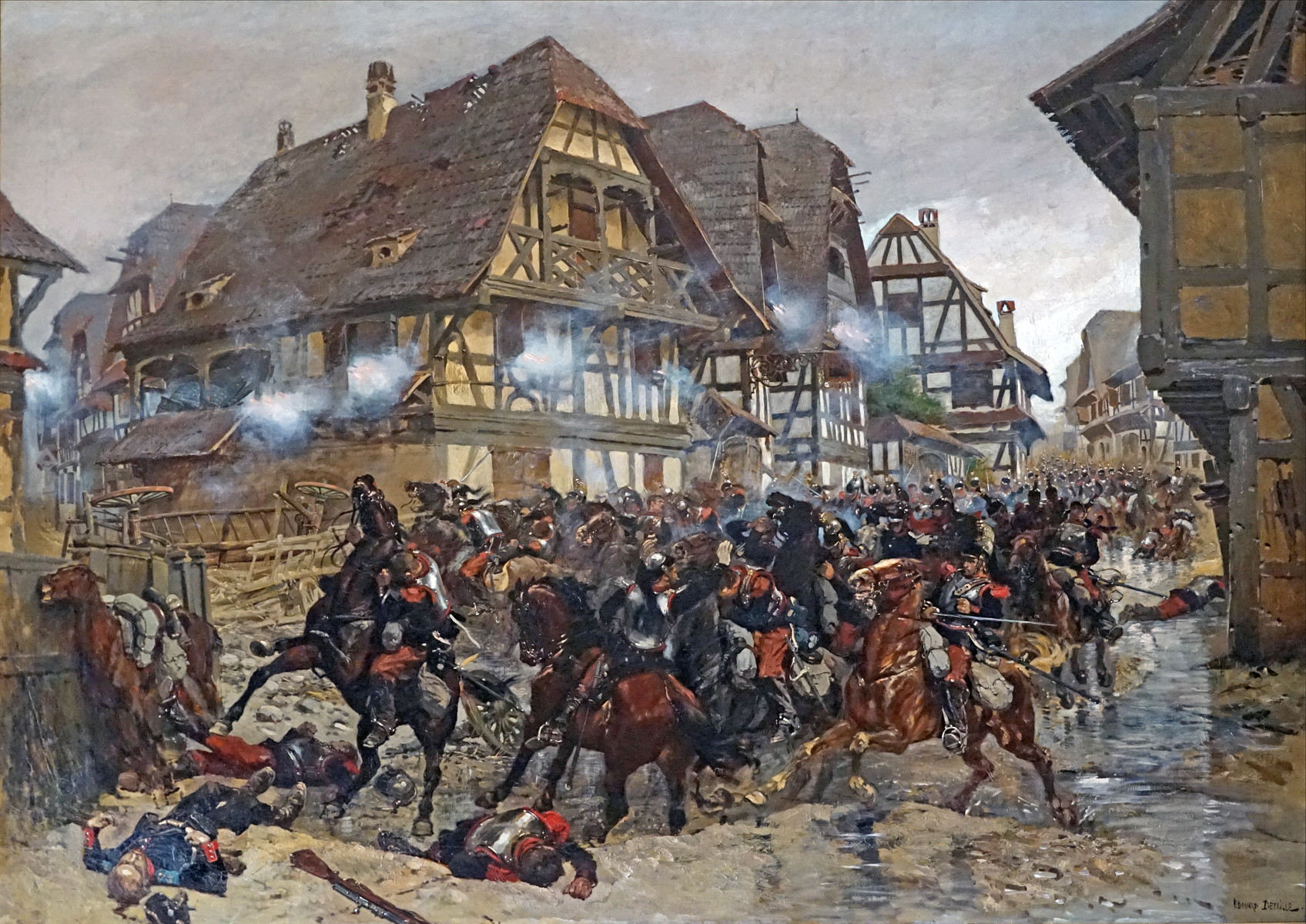
Charge du 9e régiment de cuirassiers dans le village de Morsbronn.
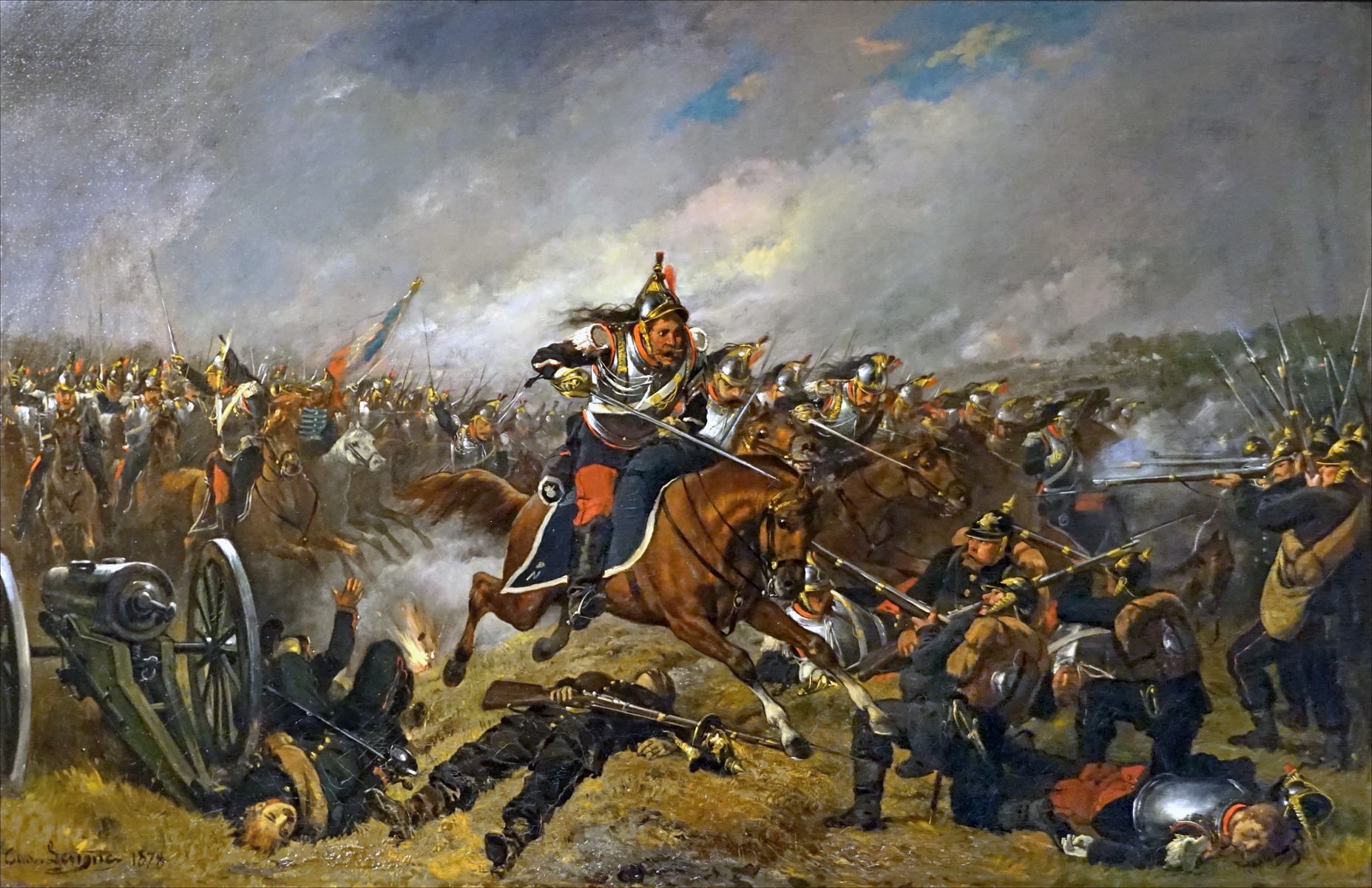
La dernière charge des cuirassiers des 1er, 2ème, 3ème et 4ème régiments du général Charles-Frédéric de Bonnemains[2],[3].

Armes, uniformes et documents sont présentés autour du tableau d’Édouard Detaille, évoquant la bataille de Frœschwiller-Wœrth dite « bataille de Reichshoffen ». Le musée est muni d'une tour d'où il est possible d'observer le panorama donnant sur Wœrth et le champ de bataille de 1870.
Passée à l’histoire sous le nom de « Bataille de Reichshoffen », elle est en réalité celle de Frœschwiller pour l’armée française et celle de Wœrth pour l’armée allemande.
Le musée conserve également la toile Charge des Lanciers de Georges Louis Hyon.
La tête du prince héritier Frédéric de Prusse, futur empereur allemand Frédéric III, vainqueur de la Bataille de Frœschwiller-Wœrth, a été ramenée au Musée de la bataille du 6 août 1870 à Woerth, à l'initiative des Amis du Musée.

## Fréquentation
| Année | Entrées gratuites | Entrées payantes | Total |
| ----- | ----------------- | ---------------- | ----- |
| 2001  | 628               | 5 419            | 6 047 |
| 2002  | 405               | 4 408            | 4 813 |
| 2003  | 403               | 4 071            | 4 474 |
| 2004  | 531               | 4 049            | 4 580 |
| 2005  | 242               | 3 100            | 3 342 |
| 2006  | 624               | 2 817            | 3 441 |
| 2007  | 729               | 2 555            | 3 284 |
| 2008  | 817               | 2 646            | 3 463 |
| 2009  | 409               | 2 923            | 3 332 |
| 2010  | 475               | 3 068            | 3 543 |
| 2011  | 290               | 2 532            | 2 822 |
| 2012  | 334               | 2 182            | 2 516 |
| 2013  | 257               | 1 792            | 2 049 |
| 2014  | 50                | 0                | 50    |
| 2015  | 0                 | 0                | 0     |
| 2016  | 0                 | 0                | 0     |
| 2017  | 1 569             | 2 243            | 3 812 |

## Animations
La 42e édition des Journées européennes du patrimoine se déroulera les 20 et 21 septembre 2025.
La journée dédiée au public scolaire est prévue le vendredi 19 septembre (opération « Levez les yeux ! ») , la veille des Journées européennes du patrimoine.
À l'occasion des journées du patrimoine et de l'exposition temporaire au musée l'association Territoire 1870, le "musée de la bataille du 6 août 1870" et la mairie de Wœrth organiseront une conférence relative aux tirailleurs algériens, appelés aussi Turcos, des unités d'infanterie de l'armée de terre française, appartenant à l'Armée d'Afrique.